# Куба на літніх Олімпійських іграх 2012
Кубу на літніх Олімпійських іграх 2012 представляли 110 спортсменів у 13 видах спорту.

## Нагороди
| Медаль | Спортсмен        | Вид спорту        | Дисципліна                                 | Дата           |
| ------ | ---------------- | ----------------- | ------------------------------------------ | -------------- |
| Золото | Леуріс Пупо      | Стрілецький спорт | чоловіки, швидкісний пістолет, 25 м        | 3 серпня 2012  |
| Золото | Ідаліс Ортіс     | Дзюдо             | Жінки, понад 78 кг                         | 3 серпня 2012  |
| Золото | Міхайн Лопес     | Боротьба          | чоловіки, греко-римська боротьба до 120 кг | 6 серпня 2012  |
| Золото | Роніель Іглесіас | Бокс              | Чоловіки, 64 кг                            | 11 серпня 2012 |
| Золото | Робейсі Рамірес  | Бокс              | Чоловіки, 52 кг                            | 12 серпня 2012 |
| Срібло | Янет Бермой      | Дзюдо             | Жінки, до 52 кг                            | 29 липня 2012  |
| Срібло | Аслей Гонсалес   | Дзюдо             | Чоловіки, до 90 кг                         | 1 серпня 2012  |
| Срібло | Сільва Яріслей   | Легка атлетика    | Жінки, стрибки з жердиною                  | 6 серпня 2012  |
| Бронза | Іван Камбар      | Важка атлетика    | Чоловіки, до 77 кг                         | 1 серпня 2012  |
| Бронза | Леонель Суарес   | Легка атлетика    | Чоловіки, десятиборство                    | 9 серпня 2012  |
| Бронза | Лазаро Альварес  | Бокс              | Чоловіки, до 56 кг                         | 10 серпня 2012 |
| Бронза | Яснієр Толедо    | Бокс              | Чоловіки, до 60 кг                         | 10 серпня 2012 |
| Бронза | Робеліс Деспейнь | Тхеквондо         | Чоловіки, до 80 кг                         | 11 серпня 2012 |
| Бронза | Ліван Лопес      | Боротьба          | Чоловіки, вільна боротьба, 66 кг           | 12 серпня 2012 |

## Академічне веслування
Чоловіки
| Спортсмени                                 | Дисципліна               | Відбіркові заїзди | Відбіркові заїзди | Втішний заїзд | Втішний заїзд | Чвертьфінали | Чвертьфінали | Півфінали | Півфінали | Фінал   | Фінал |
| Спортсмени                                 | Дисципліна               | Час               | Місце             | Час           | Місце         | Час          | Місце        | Час       | Місце     | Час     | Місце |
| ------------------------------------------ | ------------------------ | ----------------- | ----------------- | ------------- | ------------- | ------------ | ------------ | --------- | --------- | ------- | ----- |
| Анхель Фурньє Родрігес                     | Одиночки                 | 6:46.35           | 2                 | Н/Д           | Н/Д           | 6:54.12      | 2            | 7:30.19   | 4         | 7:11.17 | 7     |
| Мануель Суарес Барріос Юніор Перес Агілера | Парні двійки, легка вага | 6:36.31           | 4                 | 6:37.04       | 1             | Н/Д          | Н/Д          | 6:52.26   | 6         | 6:34.96 | 10    |

Жінки
| Спортсмени                     | Дисципліна               | Відбіркові заїзди | Відбіркові заїзди | Втішний заїзд | Втішний заїзд | Чвертьфінали | Чвертьфінали | Півфінали | Півфінали | Фінал   | Фінал |
| Спортсмени                     | Дисципліна               | Час               | Місце             | Час           | Місце         | Час          | Місце        | Час       | Місце     | Час     | Місце |
| ------------------------------ | ------------------------ | ----------------- | ----------------- | ------------- | ------------- | ------------ | ------------ | --------- | --------- | ------- | ----- |
| Яріульвіс Кобас                | Одиночки                 | 7:48.58           | 4                 | Н/Д           | Н/Д           | 7:56.89      | 5            | 7:54.22   | 2         | 8:14.59 | 15    |
| Яйма Веласкес Йослейн Домінгес | Парні двійки, легка вага | 7:12.99           | 4                 | 7:19.33       | 3             | Н/Д          | Н/Д          | 7:21.86   | 6         | 7:23.25 | 10    |